# Sajó Aladár
Sajó Aladár, született Steiner Emánuel (Vác, 1869. szeptember 8. – Vác, 1943. április 14.) hírlapíró, Steiner Lajos geofizikus testvére.

## Élete
Steiner Márton orvos és Heiman Emma gyermekeként született ortodox zsidó családban. A gimnáziumot szülővárosában végezte; azután a Budapesti Tudományegyetemre iratkozott be. Már jogász korában írt a Váczi Hirlapba és a Váczi Közlönybe tárcacikkeket és költeményeket, de igazi hírlapírói működését mint a Budapesti Hírlap váci levelezője kezdte meg és ez időben néhány tárcacikke is megjelent a lapban. Időközben leszolgálta egyéves önkéntesi évét és a császári és királyi 23. zászlóalj tartalékos hadnagyává nevezték ki. Ebben a minőségben 1892-ben és 1894-ben lenn járt Boszniában és Hercegovinában, 1896-ban pedig Erdélyt járta be. Katonai kötelezettségének teljesítése után ismét Vácra ment a szülői házba, hogy befejezze jogi tanulmányait, de folytatta levelezését a Budapesti Hírlapban is. Jogi tanulmányai befejezése után a Magyar Hírlaphoz, melyben több krokija jelent meg, meghívást kapott és 1891 januárjában belépett a lap munkatársai közé, két év múlva pedig a lap segédszerkesztője lett. 1898 januárjában megvált a lap szerkesztőségétől és belépett az akkoriban alakult Országos Hírlap szerkesztőségébe; de még ugyanazon év augusztus elejétől a Budapesti Hírlap szerződtetett munkatársa volt. Az Otthon Írók és Hírlapírók Köre 1897-ben közgyűlésén titkárává választotta, és ezen tisztséget 1903-ig viselte. Szerkesztette a kör Otthonunk című hivatalos Közlönyét, 1897 májusától 1903 májusáig. A Vörösmarty-szobor-bizottságnak jegyzője volt. Katonai tárgyú elbeszélései közül külföldi német lapok többet közöltek. Utolsó éveit szülővárosában töltötte.
1896. február 9-én Budapesten házasságot kötött Fleischmann Adolf és Krieshaber Ilona lányával, Magdolnával (1877–1927). Miután első felesége elhunyt, ismét megnősült.
Második felesége Körner Matild volt, akit 1928. augusztus 1-jén vett nőül.

## Munkái
- Katonáéknál. Biró Árpád rajzaival. Budapest, 1893. (Tárczák. Ism. Nemzet 241. sz., Élet 413. l.).
- De profundis. Rajzok. Jászai József rajzaival. Budapest, 1894. (A főváros legszegényebb és legelhagyatottabb néprétegeinek életét ismerteti, kapcsolatban az emberbaráti intézményekkel. Ism. Fővárosi Lapok 144. szám, M. Geniusz 18. szám.).
- Kaszárnyatitkok. Elbeszélések. Budapest, 1895. (Két kiadás Ism. A Hét 22., Élet 36., M. Hirlap 149. sz.)
- Regruták és más katonák. Budapest, 1897. (Tárczagyűjtemény. Ism. M. Hirlap 1896. 330., 1897. 66., P. Napló 52., M. Kritika 1898. 14. sz.)
- Ezredes Boriska. Budapest, 1897. (Ism. M. Hirlap 343. sz.)
- A császár kenyerén. Történetek a kaszárnyából, Budapest, 1901. (Ism. Bécsi Közlöny 346. sz.)
- Az Ujság. Ujságírás, Ujságkiadás. Budapest, 1902. (Róna Lajossal együtt.)